# Seznam azerbajdžanskih kiparjev
Seznam azerbajdžanskih kiparjev.

## A
- Fuad Abdurakhmanov
- Zakir Ahmedov
- Natig Alijev
- Akif Askerov

## D
- Džavanshir Dadašov

## E
- Omar Eldarov

## H
- Husejn Hakverdijev
- Elmira Husejnova

## I
- Džamšid Ibrahimli
- Zeynalabdin Isgenderov

## M
- Katib Mammadov
- Selhab Mammadov
- Tokaj Mammadov
- Ziver Mammadova
- Miralasgar Mirgasimov

## N
- Fazil Nedžefov

## Q
- Džalal Qarjadi
- Ibrahim Qulijev
- Senan Qurbanov

## R
- Munevver Rzajeva

## S
- Pinhos Sabsaj
- Fuad Salajev